# Ouches
Ouches é uma comuna francesa na região administrativa de Auvérnia-Ródano-Alpes, no departamento de Loire. Estende-se por uma área de 10,12 km². Em 2010 a comuna tinha 1 175 habitantes (densidade: 116,1 hab./km²).